# Lijst van rijksmonumenten in Maastricht/Vrijthof
Een overzicht van de 38 rijksmonumenten in de stad Maastricht gelegen aan of bij het Vrijthof.
| Object | Oorspronkelijke functie? | Bouwjaar                   | Architect                          | Locatie                     | Coördinaten?                  | Nr.?   | Afbeelding                                            |
| --- | ------------------------ | -------------------------- | ---------------------------------- | --------------------------- | ----------------------------- | ------ | ----------------------------------------------------- |
| Hoekhuis met lijstgevels, afgedekt door een schilddak.                                                             | Gebouw                   |                            |                                    | Vrijthof 1                  | 50° 50' 59" NB, 5° 41' 21" OL | 27685  | Meer afbeeldingen                                     |
| Huis met smalle gevel.                                                                                             | Gebouw                   | 17e eeuw                   |                                    | Vrijthof 2                  | 50° 50' 59" NB, 5° 41' 21" OL | 27686  | Meer afbeeldingen                                     |
| Huis met lijstgevel, met mezzanino.                                                                                | Gebouw                   | eerste kwart 19e eeuw      |                                    | Vrijthof 5                  | 50° 50' 58" NB, 5° 41' 22" OL | 27687  | Meer afbeeldingen                                     |
| Huis met lijstgevel van Naamse steen.                                                                              | Gebouw                   | 18e eeuw                   |                                    | Vrijthof 6                  | 50° 50' 58" NB, 5° 41' 22" OL | 27688  | Meer afbeeldingen                                     |
| Huis met lijstgevel, geleed door pilasters met omgekorniste profiellijsten.                                        | Gebouw                   | 17e eeuw                   |                                    | Vrijthof 7                  | 50° 50' 58" NB, 5° 41' 22" OL | 27689  | Meer afbeeldingen                                     |
| Vm. Sociëteit Momus, huis met neoclassicistische gevel met gevelbekroning met opschrift Momus en borstbeeld Momus. | Horeca                   | 1883                       | J. Remont                          | Vrijthof 8                  | 50° 50' 57" NB, 5° 41' 22" OL | 27690  | Meer afbeeldingen                                     |
| Huis met lijstgevel.                                                                                               | Gebouw                   | eerste helft 18e eeuw      |                                    | Vrijthof 9                  | 50° 50' 57" NB, 5° 41' 22" OL | 27691  | Meer afbeeldingen                                     |
| Huis met lijstgevel.                                                                                               | Gebouw                   | eerste helft 18e eeuw      |                                    | Vrijthof 10                 | 50° 50' 57" NB, 5° 41' 22" OL | 27692  | Meer afbeeldingen                                     |
| Huis met lijstgevel.                                                                                               | Gebouw                   | eerste helft 18e eeuw      |                                    | Vrijthof 11                 | 50° 50' 57" NB, 5° 41' 22" OL | 27693  | Meer afbeeldingen                                     |
| Huis met lijstgevel van Naamse steen.                                                                              | Gebouw                   | 18e eeuw                   |                                    | Vrijthof 12                 | 50° 50' 56" NB, 5° 41' 22" OL | 27694  | Meer afbeeldingen                                     |
| Huis met lijstgevel, voorzien van een middenrisaliet met een fronton boven de balkondeur.                          | Gebouw                   | laatste kwart 18e eeuw     |                                    | Vrijthof 13                 | 50° 50' 56" NB, 5° 41' 21" OL | 27695  | Meer afbeeldingen                                     |
| Huis met lijstgevel.                                                                                               | Gebouw                   | 18e eeuw                   |                                    | Vrijthof 14                 | 50° 50' 56" NB, 5° 41' 21" OL | 27696  | Meer afbeeldingen                                     |
| In den Vogelstruys                                                                                                 | Gebouw                   | 1730                       |                                    | Vrijthof 15                 | 50° 50' 56" NB, 5° 41' 21" OL | 27697  | Meer afbeeldingen                                     |
| Hoekpand, afgedekt door een schilddak.                                                                             | Gebouw                   | 19e eeuw                   |                                    | Vrijthof 15A                | 50° 50' 55" NB, 5° 41' 21" OL | 27698  | Meer afbeeldingen                                     |
| Pand met lijstgevel, afgedekt door een schilddak.                                                                  | Woonhuis                 | 19e eeuw                   |                                    | Vrijthof 16                 | 50° 50' 55" NB, 5° 41' 22" OL | 27699  | Meer afbeeldingen                                     |
| Spaans Gouvernement nu Museum aan het Vrijthof                                                                     | Gebouw                   | eerste helft 16e eeuw e.v. |                                    | Vrijthof 18                 | 50° 50' 54" NB, 5° 41' 20" OL | 27700  | Meer afbeeldingen                                     |
| Huis, afgedekt door een mansardedak en met een brede lijstgevel met Lodewijk XV-versiering.                        | Woonhuis                 | derde kwart 18e eeuw       |                                    | Vrijthof 21                 | 50° 50' 54" NB, 5° 41' 17" OL | 27701  | Meer afbeeldingen                                     |
| Rondbogige koetspoort in Naamse steen geflankeerd door halfzuilen met vaasvormige bekroningen.                     | Gebouw                   | eerste helft 17e eeuw      |                                    | Vrijthof 22                 | 50° 50' 53" NB, 5° 41' 17" OL | 27702  | Meer afbeeldingen                                     |
| Huis met een voorvleugel met een brede lijstgevel.                                                                 | Woonhuis                 | 17e eeuw e.v.              |                                    | Vrijthof 23                 | 50° 50' 54" NB, 5° 41' 16" OL | 27703  | Meer afbeeldingen                                     |
| Sint-Janskerk | Kerk en kerkonderdeel    | 14e-15e eeuw               |                                    | Vrijthof 24                 | 50° 50' 54" NB, 5° 41' 16" OL | 27704  | Meer afbeeldingen                                     |
| Hoofdwacht | Militair wachtgebouw     | 1736                       |                                    | Vrijthof 25                 | 50° 50' 57" NB, 5° 41' 16" OL | 27705  | Meer afbeeldingen                                     |
| Huis met lijstgevel, voorzien van vensters in Naamse steen.                                                        | Gebouw                   | 18e eeuw                   |                                    | Vrijthof 26                 | 50° 50' 57" NB, 5° 41' 15" OL | 27706  | Meer afbeeldingen                                     |
| Huis met lijstgevel, voorzien van vensters in Naamse steen en horizontale reliefbanden.                            | Gebouw                   | 18e eeuw                   |                                    | Vrijthof 27                 | 50° 50' 57" NB, 5° 41' 15" OL | 27707  | Meer afbeeldingen                                     |
| Huis met een lijstgevel, geleed door vier Ionische pilasters.                                                      | Gebouw                   | 17e eeuw                   |                                    | Vrijthof 29                 | 50° 50' 58" NB, 5° 41' 15" OL | 27708  | Meer afbeeldingen                                     |
| Huis met lijstgevel.                                                                                               | Gebouw                   | 18e eeuw                   |                                    | Vrijthof 30                 | 50° 50' 58" NB, 5° 41' 15" OL | 27709  | Meer afbeeldingen                                     |
| Huis met lijstgevel.                                                                                               | Gebouw                   | 18e eeuw                   |                                    | Vrijthof 31                 | 50° 50' 58" NB, 5° 41' 15" OL | 27710  | Meer afbeeldingen                                     |
| Huis met lijstgevel, met gekoppelde vensters in Naamse steen en verticale reliefbanden.                            | Gebouw                   | 18e eeuw                   |                                    | Vrijthof 34                 | 50° 50' 59" NB, 5° 41' 15" OL | 27711  | Meer afbeeldingen                                     |
| Huis met lijstgevel.                                                                                               | Woonhuis                 | 18e eeuw                   |                                    | Vrijthof 35                 | 50° 50' 59" NB, 5° 41' 15" OL | 27712  | Meer afbeeldingen                                     |
| Groote Sociëteit, groot hoekhuis, afgedekt door een hoog wolfsdak met een lijstgevel.                              | Gebouw                   | derde kwart 18e eeuw       |                                    | Vrijthof 36                 | 50° 50' 59" NB, 5° 41' 15" OL | 27713  | Meer afbeeldingen                                     |
| Hoekhuis, afgedekt door een gebroken kap met een lijstgevel van Naamse steen in Lodewijk XVI-stijl.                | Gebouw                   |                            |                                    | Vrijthof 44                 | 50° 50' 60" NB, 5° 41' 15" OL | 27714  | Meer afbeeldingen                                     |
| Generaalshuis | Woonhuis                 | 1809                       | Hermans                            | Vrijthof 46                 | 50° 50' 60" NB, 5° 41' 17" OL | 27715  | Meer afbeeldingen                                     |
| Huis met lijstgevel.                                                                                               | Gebouw                   | 17e eeuw                   |                                    | Vrijthof 48                 | 50° 50' 60" NB, 5° 41' 18" OL | 27716  | Meer afbeeldingen                                     |
| Pand met twee verdiepingen en zadeldak.                                                                            | Gebouw                   | 17e eeuw                   |                                    | Vrijthof 49                 | 50° 50' 60" NB, 5° 41' 19" OL | 27717  | Meer afbeeldingen                                     |
| Huis met lijstgevel van Naamse steen.                                                                              | Woonhuis                 | 18e eeuw                   |                                    | Vrijthof 50                 | 50° 50' 60" NB, 5° 41' 19" OL | 27718  | Meer afbeeldingen                                     |
| Huis met lijstgevel van Naamse steen.                                                                              | Gebouw                   | 18e eeuw                   |                                    | Vrijthof 51                 | 50° 50' 60" NB, 5° 41' 19" OL | 27719  | Meer afbeeldingen                                     |
| Voormalig kantongerecht.                                                                                           | Woonhuis                 | 1905                       | S. Rémont                          | Vrijthof 19                 | 50° 50' 54" NB, 5° 41' 19" OL | 506725 | Voormalig kantongerecht.                              |
| Hotel Du Casque.                                                                                                   | Horeca                   | 1931-1933                  | Jos Joosten en F.A.W. van der Togt | Vrijthof 52 / Helmstraat 14 | 50° 51' 1" NB, 5° 41' 20" OL  | 506726 | Meer afbeeldingen                                     |
| Woonhuis in een historiserende eclectische bouwstijl.                                                              | Woonhuis                 | 1920-1921                  |                                    | Vrijthof 20                 | 50° 50' 54" NB, 5° 41' 18" OL | 506741 | Woonhuis in een historiserende eclectische bouwstijl. |